# Nina von Maltzahn
Nina Freifrau von Maltzahn, vollständiger Name Nina Maria Gorrissen von Maltzahn, geb. Nina-Maria Gorrissen (* 30. Januar 1941 in New York City; gest. 22. Mai 2022 in Punta del Este, Uruguay) war eine US-amerikanisch-schweizerische Mäzenin.

## Leben
Nina von Maltzahn entstammte der deutschen Bankiersfamilie Arnhold (Bankhaus Gebrüder Arnhold). Ihre Mutter, die Journalistin Ellen Maria (1916–1996), war eine Tochter von Hans Arnhold und Schwester von Anna-Maria Kellen. Die Familie war nach der Machtübernahme der Nationalsozialisten zunächst nach Paris und 1939 in die USA emigriert. Ihr Vater war der Kaufmann Johann Friedrich Carpzov Gorrissen (* 1909 in Hamburg; † 1967 ebenda). Ihre Eltern hatten im April 1937 in London geheiratet.
Sie besuchte die Schule bis zum Baccalaureat in Genf und studierte dort Englisch, Französisch und Deutsch mit dem Ziel, Simultandolmetscherin zu werden.
1970 heiratete sie und zog mit ihrem Mann, einem Berliner, nach Montevideo in Uruguay. Nach 13 Jahren dort und Scheidung kehrte sie in die Schweiz zurück, behielt aber ein Anwesen an der Laguna del Sauce in Uruguay. Sie arbeitete im Marketing für Leading Hotels of the World. 1990 heiratete sie in Genf Lothar von Maltzahn (* 1939 in Pinnow), den Bruder von Hans Albrecht von Maltzahn.
Nina von Maltzahn war sowohl in den USA als auch in Deutschland über die Familienstiftung Anna-Maria and Stephen Kellen Foundation, deren Stiftungskapital 2017 1,5 Milliarden US-Dollar betrug, philanthropisch engagiert. Sie war Mitglied im Stiftungsrat (Trustee) der American Academy in Berlin im Haus ihrer Großeltern, die sie mit einer Spende von 10 Millionen US-Dollar und der Finanzierung von zwei Stipendien (Nina Maria Gorrissen Fellow in History) unterstützte.
Ab 2010 war sie Mitglied im Stiftungsrat des Curtis Institute of Music in Philadelphia. Am Ende ihrer zweijährigen Amtszeit als Vorsitzende des Stiftungsrats gab sie im Frühjahr 2016 ihre Spende von 55 Millionen US-Dollar an das Curtis Institute bekannt. Dies war die größte Einzelspende seit der Gründung durch Mary Louise Curtis Bok. Das Curtis Institute of Music benannte daraufhin ihr zu Ehren das Nina von Maltzahn String Quartet Program und Curtis on Tour, the Nina von Maltzahn Global Touring Initiative.
In Uruguay unterstützte sie Schulen durch ihre Fundación Retoño.
Nina von Maltzahn lebte in Klosterheide, New York City, Zürich und Uruguay.